# 慟哭之星
《慟哭之星》是由Gemdrops開發，FuRyu販售，並於2018年10月18日在日本之PlayStation 4平台上推出的動作角色扮演遊戲。
亞克系統於2019年4月18日在亞洲推出正體中文版。任天堂Switch版於2022年2月24日上市，並收錄30種PlayStation 4版的DLC角色服裝。

## 遊戲簡介
異能力主角「零」為了守護妹妹「未來」，使用異能力戰鬥時錯殺了妹妹。為了讓妹妹重獲新生，零與惡魔締結契約，在死後世界「邊獄」中不斷徘徊和戰鬥。

## 外部連結
- 《慟哭之星》官方網站 （页面存档备份，存于）（日語）